# (11919) 1992 UD2
(11919) 1992 UD2 là một tiểu hành tinh vành đai chính. Nó được phát hiện bởi Akira Natori và Takeshi Urata ở Trạm quan sát JCPM Yakiimo ở Shimizu, Shizuoka, Nhật Bản, ngày 25 tháng 10 năm 1992.